# Freitag
Der Freitag ist gemäß der Europäischen Norm EN 28601 und dem internationalen Standard ISO 8601 der fünfte Tag der Woche, nach jüdischer, christlicher und islamischer sowie mittelalterlicher Wochentagszählung – in der die Woche mit dem Sonntag beginnt – der sechste.

## Etymologie
Der Name geht auf den römischen Tagesnamen dies Veneris, also Tag der (Liebesgöttin) Venus, und dieser wiederum auf den babylonischen Wochentagsnamen zurück. Als die südlichen Germanen die Siebentagewoche von den Römern übernahmen, übersetzten sie ihn mit ihrer als ähnlich wahrgenommenen Göttin Frija, die im Norden Frigg hieß (vgl. althochdeutsch frîatac, altenglisch frīgedeag, altnordisch frjádagr). Sie war in der isländischen Edda eher Schutzherrin der Ehe und Mutterschaft. Danach würde man eher die nordgermanische Liebesgöttin Freya an dieser Stelle erwarten, die deshalb auch oft als Namensgeberin des Freitags genannt wird. Allerdings kann ihr Name, der urnordisch *fraujōn (Herrin) gelautet hätte, nicht zu frîatag geführt haben. Nur ganz vereinzelt wird der Freitag in altnordischen Quellen an Freyja angelehnt, so in den Breta sögur („Freyjudag“). In Skandinavien wurde der Name allerdings nicht nach der dortigen Namensform Frigg gebildet, sondern nur der südgermanische Name übernommen (frjádagr) Vermutlich war Frijas Rolle ursprünglich der Venus ähnlicher als später in der isländischen Literatur des Mittelalters. (vgl. schwedisch/dänisch/norwegisch fredag).
Die romanischen Namen für Freitag (franz. vendredi, ital. venerdì, span. viernes) gehen ebenfalls auf die lateinische Bezeichnung dies Veneris beziehungsweise Veneris dies zurück.

## Bedeutung in den abrahamitischen Religionen
Im Judentum ist der Freitag, hebräisch יום שישי (jom schischi, der sechste Tag), der Rüsttag und Vorabend des Schabbats, der am Freitagabend bei Einbruch der Dunkelheit beginnt.
Im Christentum gedenken die Gläubigen freitags in besonderer Weise des Leidens und der Kreuzigung Christi. Nach alter Tradition verzichten Christen freitags auf Fleisch (siehe auch Freitagsopfer). Der Karfreitag im Triduum Sacrum gehört zu den höchsten Feiertagen des Kirchenjahres.
Im Islam ist der Freitag der wöchentliche Feiertag, an dem das Mittagsgebet (Salat) in der Gemeinschaft verrichtet wird und der Prediger (Chatib) eine Predigt (Chutba) hält (vgl. Freitagsgebet).

## Redewendungen
Der Spruch „Freitag nach eins macht jeder seins.“ bezieht sich auf den besonders in Behörden verbreiteten frühen Feierabend am letzten Arbeitstag der Woche. Das im Englischen existierende Thank God it’s Friday drückt in ähnlicher Weise die Vorfreude auf das in der Regel arbeitsfreie Wochenende aus.

## Trivia
Der Freitag ist mit der Symbolik des Unglückstags behaftet. Während ein Freitag, an dem sich Unglück ereignet, als Schwarzer Freitag bezeichnet wird, erwarten abergläubische Menschen am 13. Tag eines Monats, falls er auf einen Freitag fällt, besonders häufig Unglück.